# Autostrada A3 (Albanien)
Die Autostrada A3 bzw. Autostradë A3 (albanisch für ‚Autobahn A3‘) ist eine albanische Autobahn und führt als Zentral-Korridor von Tirana nach Elbasan (31,17 km) und Tirana so mit dem Paneuropäischen Verkehrskorridor VIII verbinden. Dieser Streckenabschnitt besteht aus 21 Viadukten und dem Krraba-Tunnel mit einer Länge von 2,2 Kilometer. Langfristig ist auch ein Weiterbau über Berat ins südalbanische Tepelena (ca. 79 km) geplant. Die A3 ist ein Teil der Europastraße 852.

## Bedeutung
Das Teilstück von Tirana nach Elbasan ersetzt die lange Passstraße SH3 über den Krraba-Pass. Die neue Autobahn bietet dem Schwerverkehr so eine Alternative zum 80 Kilometer weiteren Umweg über Durrës via Rrogozhina. Außerdem ist die neue Strecke ca. 15 Kilometer kürzer als die Passstraße, so dass sich zusammen mit der deutlich höheren Geschwindigkeit die Fahrzeit zwischen Tirana und Elbasan drastisch verringert. Mittelalbanien und der Südosten des Landes werden dadurch besser an die Hauptstadtregion angebunden.
Wirtschaftlich gesehen wird sie nach der Fertigstellung der Verlängerung bis Tepelena zudem eine wichtige Verbindung zwischen der albanischen Hauptstadt, Südalbanien und Griechenland sein. Südlich von Tepelena ist die SH4 schon zu einer leistungsfähigen Schnellstraße ausgebaut, so dass schon ein guter Anschluss bis zur griechischen Grenze besteht.

## Streckenverlauf
Der Beginn der A3 ist Teil der Ringautobahn von Tirana, der Unaza e Madhe, die direkt mit der SH2 im Nordwesten der Stadt verbindet. Auf dem Abschnitt zwischen Sauk und Kombinati wurde sie schon dem Verkehr übergeben, die restliche Verbindung durch Tirana muss aber noch ausgebaut werden.
Die A3 beginnt im Vorort Sauk südlich des Großen Parks, etwas westlich der SH3. Von dort aus führt die neue Straße ca. drei Kilometer parallel zur SH3, bis sie diese in einem Kreisverkehr kreuzt. In der Folge passiert sie einen Hügel in einem tiefen Einschnitt, der von der SH3 westlich umfahren wurde.
Danach verläuft die Autobahn nördlich der SH3 parallel zu dieser im Tal des Erzen an den Orten Mullet, Dobresh und Bërzhita vorbei, bis sie dann in der Nähe von Mushquta Richtung Krraba schwenkt und sowohl den Erzen als auch die SH3 verlässt. Bei Krraba beginnt dann an der Grenze der Qarqe Tirana und Elbasan der ca. 2200 Meter lange Krraba-Tunnel durch den Kamm der Kodrat e Krrabës (Krraba-Hügel).
Hinter dem Tunnel und der Gebirgskette verläuft die Autobahn im Tal des Flusses Kusha weiter Richtung Elbasan, wo sie bei Bradashesh-Shijon wieder auf die SH3 trifft und ab Kilometer 30,7 bis zum Ende der Neubaustrecke am bereits bestehenden Kreisverkehr mit der SH7 an der Eisenbahnstrecke Durrës–Rrogozhina–Elbasan–Gur i kuq bei Kilometer 31,165 auf deren Trasse verläuft.

## Bauarbeiten

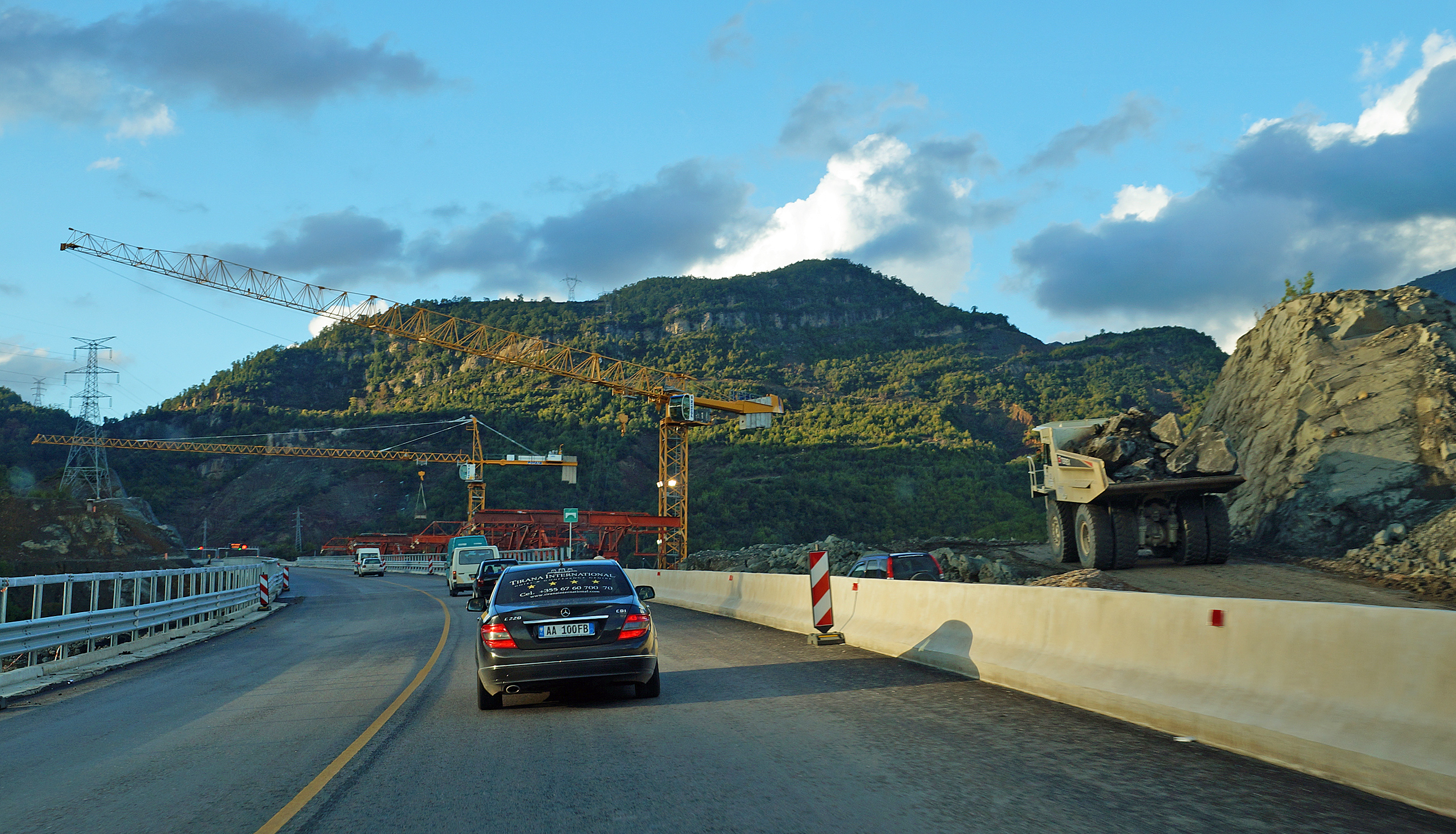
Strecke etwas südlich des Tunnels während der Bauarbeiten an der zweiten Fahrbahn

Die Baukosten werden mit US$ 335,2 Millionen angegeben, 35,1 Millionen mehr, als ursprünglich veranschlagt. Geldgeber waren die Islamische Entwicklungsbank, der OPEC-Fonds für Internationale Entwicklung und ein Fonds Abu Dhabi.
Am 29. April 2011 wurde mit den Bauarbeiten am Krraba-Tunnel begonnen. Die Arbeiten an der restlichen Strecke begannen am 16. Februar 2012, nachdem am 14. Februar die Verträge mit den ausführenden Bauunternehmen Aktor und Copri unterzeichnet worden war. Das Bauende für die gesamte Autobahn wurde für Frühjahr 2013 angestrebt.

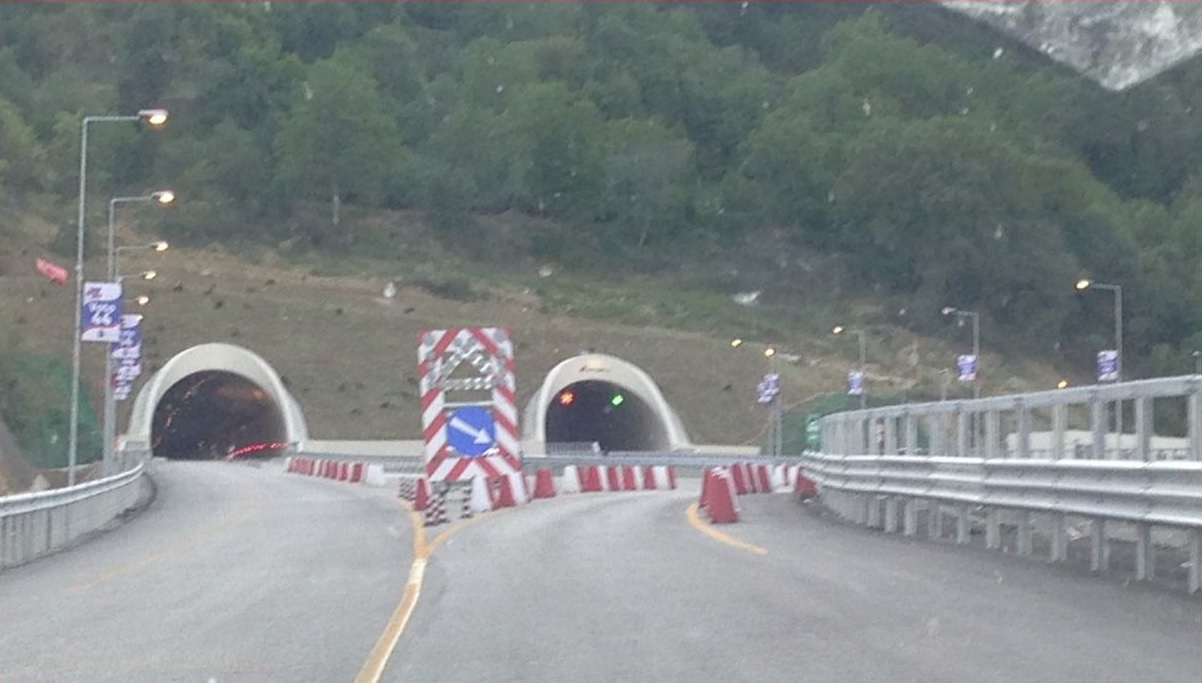
Südlich der Eingang der Krraba-Tunnel

Während Ende November 2011 erst rund ein Viertel der Bauarbeiten am Tunnel durchgeführt wurden, waren es Mitte Februar 2012 bereits die Hälfte. Am 16. Juni 2013 – mitten im Wahlkampf zu den Parlamentswahlen – wurde der Tunnel und Teilstücke der Autobahn A3 von Tirana nach Elbasan durch den Ministerpräsidenten Sali Berisha (PD) feierlich eröffnet. Vorerst war jedoch nur eine Fahrbahn pro Röhre freigegeben.
Bei den Bauarbeiten kam es zu jahrelangen Verzögerungen, weil unklar war, wer für Mehrkosten für aufwändige Sicherungsarbeiten im steilen Gelände zwischen Tirana und Krraba aufkommen sollte. Erst im Jahr 2016 fand man in einem Fonds aus Abu Dhabi einen weiteren Geldgeber, so dass die Bauarbeiten wiederaufgenommen werden konnten.
Südöstlich von Tirana war zuerst ein Teilstück vom Künstlichen See entlang Sauk bis zum Tirana East Gate vollendet. Im Sommer 2017 wurde das Teilstück zwischen Tirana East Gate und Mullet auf einer Fahrbahn dem Verkehr übergeben. Die Strecke vom Tunnel bis Bradashesh (Shijon) war fertiggestellt mit zwei zweispurigen Fahrbahnen. Im September 2017 wurde die Südwestumfahrung von Tirana vom See bis zur Rruga e Kavajës eröffnet, so dass die A3 jetzt besser mit der SH2 verbunden ist. Im März 2019 wurde das letzte Teilstück von Iba nach Krraba auf einer Fahrbahn mit Gegenverkehr dem Verkehr übergeben; Anfang Juni 2019 folgte die zweite Fahrbahn.
Zum Schutz der Straße vor Steinfall und Erdrutschen wurde einige Kilometer südlich des Tunnels über der östlichen Spur eine 150 Meter lange Galerie errichtet, die im April 2019 fertiggestellt wurde.
2022 war am Kreisverkehr beim TEG am östlichen Stadtrand von Tirana eine Unterführung im Bau, damit die Abzweigung kreuzungsfrei passiert werden kann.

## Kosten
Die Gesamtkosten für das Teilstück von Tirana nach Elbasan sollen 440 Millionen Euro betragen. Die Finanzierung wird dabei teilweise von der Islamischen Entwicklungsbank übernommen.